# Pseudoceroys bigibbus
Pseudoceroys bigibbus är en insektsart som först beskrevs av Rehn, J.A.G. 1904.  Pseudoceroys bigibbus ingår i släktet Pseudoceroys och familjen Diapheromeridae. Inga underarter finns listade i Catalogue of Life.